# Europa (planetka)
(52) Europa je planetka nacházející se v hlavním pásu asteroidů. Její průměr činí asi 303 km. Byla objevena 4. února 1858 německo-francouzským astronomem H. Goldschmidtem.